# Phil Campbell
Philip Anthony Campbell (Pontypridd, Gales, 7 de mayo de 1961) es un músico y compositor galés, conocido por haber sido el guitarrista de la banda de rock y heavy metal británica Motörhead, desde 1984 hasta su disolución en 2015. También formó parte de la agrupación Persian Risk.

## Biografía
Campbell comenzó a tocar la guitarra a los diez años de edad, inspirado por guitarristas como Hendrix, Tony Iommi de Black Sabbath, Jimmy Page de Led Zeppelin, Michael Schenker y Todd Rundgren. A los 12 años, Campbell consiguió un autógrafo de Lemmy Kilmister después de un concierto de su banda Hawkwind. Para cuando tenía 13 años, tocaba de forma semiprofesional con una banda de cabaret por el sur de Gales. Se compró su primera Les Paul en 1973 que, siguiendo, la estela de muchas de sus guitarras fue robada.
En 1979 formó su primera banda de heavy metal, Persian Risk, con sencillos como «Calling For You» (1981) y «Ridin’ High» (1983). Se han editado algunos recopilatorios de aquella época de Persian Risk.

### Motörhead
En 1984, después de la marcha de Brian Robertson, guitarrista de Motörhead, Lemmy, hizo audiciones para reclutar un nuevo guitarrista. Al final quedaron dos candidatos, Michael "Würzel» Burston y Philip Campbell. Aunque la idea primera era contratar a un solo guitarrista, Lemmy decidió contratarlos a ambos.
El 14 de febrero de 1984, Motörhead grabó un tema para un capítulo de la serie televisiva The Young Ones. Poco después se lanzó al mercado No Remorse el 15 de septiembre. Campbell, desde entonces ha hecho giras por todo el mundo con la banda, manteniéndose como un integrante fijo de Motörhead, a pesar de los cambios que ha sufrido la banda a lo largo de los años.

## Equipamiento
Phil usa una guitarra modelo LAG Explorer Signature, tanto en vivo como en el estudio, con una pastilla humbucker de Seymour Duncan, y un solo control de volumen. También usa una Guitarra Minarik Inferno en los conciertos. En alguna ocasión ha tocado una Parker Nitefly, una Claymore Custom y guitarras Kramer.
Al igual que Lemmy, Phil usa amplificadores Marshall en directo. En el estudio usa también amplifiadores Line 6 y efectos Laboga. Al principio de su carrera ocasionalmente tocaba amplificadores Gallien-Kruger.

### Discografía conMotörhead
- No Remorse (1984)
- Orgasmatron (1986)
- Rock 'n' Roll (1987)
- 1916 (1991)
- March ör Die (1992)
- Bastards (1993)
- Sacrifice (1995)
- Overnight Sensation (1996)
- Snake Bite Love (1998)
- We Are Motörhead (2000)
- Hammered (2002)
- Inferno (2004)
- Kiss of Death (2006)
- Motörizer (2008)
- The World Is Yours (2011)
- Aftershock (2013)
- Bad Magic (2015)